# 施紀賢
，KCB，KC（英語： /ˈkɪər/ ⓘ；1962年9月2日—），英国工党籍政治人物和御用大律師，現任英國首相（第58任）及工黨黨魁。施紀賢自2015年起擔任霍本和聖潘克拉斯選區的英國國會議員，由此步入政壇。他此前曾長期在法律界工作，於2008年至2013年擔任英國皇家檢控署，2014年因其長期以來對司法領域的貢獻獲封爵士。施紀賢自2020年起接替傑瑞米·柯賓出任英國工党黨魁，並於2020年-2024年擔任反對黨領袖。他在意識形態上認同進步主義和社會主義。
斯塔默出生於倫敦，在薩里郡長大，曾就讀公立蓋特文法學校（Reigate Grammar School）。他自幼就對政治活躍，16歲時加入工黨青年社會主義者組織。1985年，他從利茲大學畢業，獲得法學學士學位；1986年，他在牛津大學聖艾德蒙學堂學習期間，又獲得了牛津大學民法研究生學士學位。在取得律師資格後，斯塔默主要從事刑事辯護工作，並專攻人權領域。他曾擔任北愛爾蘭警務委員會的人權顧問，並於2002年被任命為御用大律師。在擔任期間，他處理了一系列重大案件，包括史蒂芬·勞倫斯謀殺案及2011年英國騷亂。他因對法律和刑事司法的貢獻而在2014年新年榮譽勳章中獲頒巴斯騎士司令勳章（KCB）。
受北愛爾蘭警務工作的影響，斯塔默開始追求政治生涯，並在2015年大選中當選為下議院議員。作為後座議員，他支持在2016年英國脫歐公投中失敗的留歐運動，並主張就英國脫歐舉行第二次公投。郝爾彬當選黨魁後，他獲任命為影子內閣閣員，擔任影子脫歐事務大臣。工黨在2019年大選中失敗後，郝爾彬辭職，斯塔默在2020年黨魁選舉中以左翼政綱獲勝，接替了柯爾賓的職位。作為反對黨領袖，他將工黨推向政治中間派，並強調消除黨內的反猶太主義。
2024年7月初英国大选，斯塔默领导工党获得压倒性胜利，結束了保守黨连续14年的執政，使工黨成為下议院第一大黨。斯塔默隨後獲國王查爾斯三世正式任命為首相，成為英國历史上第7位、亦是21世紀第3位的工黨首相，同時也是繼亞歷克·道格拉斯-休姆之後第二位就任時已封爵首相。

## 早年生涯
斯塔默于1962年9月2日出生于伦敦薩瑟克，在萨里郡的奥克斯特德长大。他是护士约瑟芬·巴克尔（本姓Baker）和工具制造商罗德尼·斯塔默（Rodney Starmer）四个孩子中的第二个。他的母亲患有成人史迪爾氏病。双亲是工党支持者，并以该党第一任黨魁凯尔·哈第的名字给他取名。
他曾就读于政府补贴运作的赖盖文法学校（Reigate Grammar School）。1976年，当他还在校时，学校开始收费，成为独立学校。音乐家诺曼·库克是他的同学，两人曾一起上小提琴课。他日后的同僚安德鲁·库珀、保守党记者安德鲁·沙利文也是他的同学。据斯塔默说，他和沙利文会“为了一切争吵”。

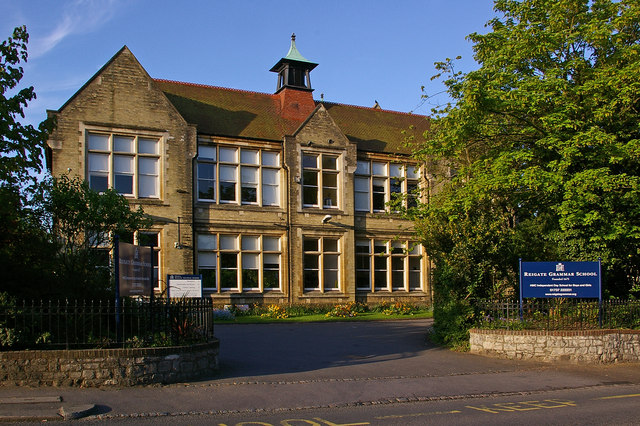
斯塔默少年时代曾就读于赖盖文法学校（Reigate Grammar School）.

斯塔默少年时代就是东萨里工党青年社会主义者（Labour Party Young Socialists）成员。18岁之前，他曾在市政厅音乐与戏剧学院学习，会演奏长笛、钢琴、竖笛和小提琴，之后他进入利兹大学学习法律，并于1985年毕业，获得一等法学学士学位，成为其家族中第一位大学生 。他在牛津大學聖艾德蒙學堂攻读研究生，并于1986年毕业，获民法学士学位。1986年到1987年，他是激进杂志《社会主义替代》的编辑。

## 法律职业生涯

### 律师

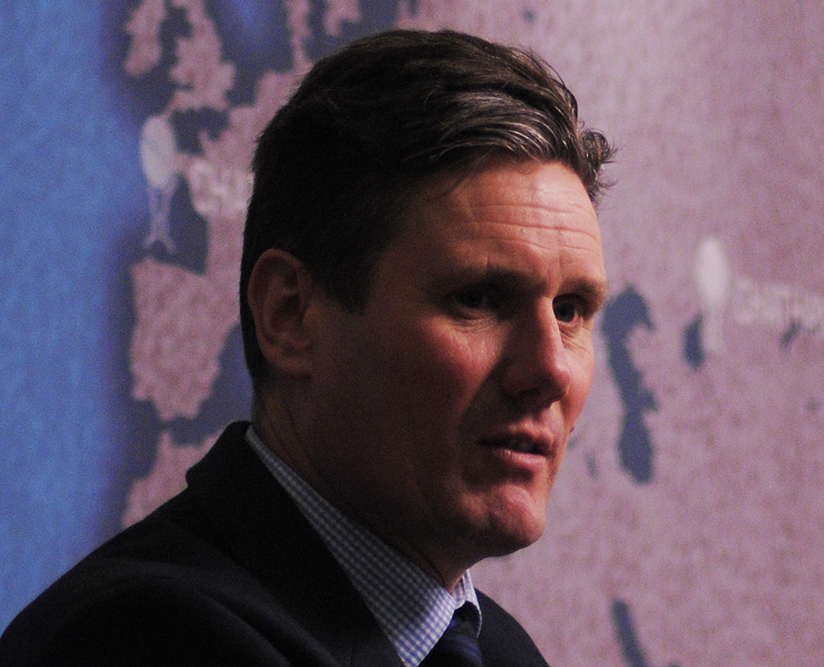
2013年，时任刑事檢控專員斯塔默在查塔姆研究所发表演讲

斯塔默于1987年成为中殿律師學院大律师，并于2009年成为学院监督（bencher）。到1990年为止，他一直是全国公民自由理事会的法律顾问。1990年，他加入道蒂街律师事务所（Doughty Street Chambers），主要处理人权问题相关事物。他曾在几个加勒比国家、地区获得律师资格，为那里的死刑犯辩护。他曾参与处理麥誹謗案，为被告在英格兰辩护和上诉，并在欧洲法院代表被告。
他于2002年4月9日成为御用大律师。同年，他进入道蒂街律师事务所管理层。他曾担任北爱尔兰警察委员会和警察局长协会的人权顾问，并于2002年至2008年期间担任外交和联邦事务部死刑咨询小组成员。北爱尔兰的工作经历使他决定从政，他说相比于法律诉讼，他发现进入“内部”并获得人们的信任来改变事情更快。在此期间，他还曾与反伊拉克战争游行并撰写了相关法律意见书。2007年，他被钱伯斯评为年度人物。

### 刑事檢控專員
2008年7月，英格蘭及威爾斯檢察總長帕特里夏·史考蘭德任命斯塔默为皇家檢控署（CPS）的新负责人，出任刑事檢控專員。他于2008年11月1日接替肯·麦克唐纳、正式上任，也受到后者认可。
在向英格蘭及威爾斯高等法院提出的上诉中，他维持不起诉杀害琼·查尔斯·德梅内塞斯的警察的决定。2009年晚些时候，当保守党提议废除1998年的《人权法》时，斯塔默表示反对。自由民主党支持斯塔默，而保守党议员戴维·戴维斯建议解雇他。同年，他对CPS进行现代化改革，如减少纸质文件。2011年，他推出了无纸化听证会等改革措施。
2010年2月，他宣布CPS将起诉三名工党议员和一名保守党议员，罪名是在议会开支丑闻中伪造账目，最终他们都被判有罪。
在2011年英国骚乱期间，斯塔默决定快速起诉引起骚乱者，而按一般流程进行长时间审判，以便控制局势。
2012年2月，斯塔默宣布以妨碍司法公正罪起诉克里斯·休恩和他的前妻维姬·普赖斯。克里斯·休恩因此成为历史上第一位因刑事诉讼而被迫辞职的英国内阁大臣 。斯塔默此前曾就此案表示，当有足够的证据不会回避起诉政客。同年，斯塔默宣布改进刑事司法系统，以改善残割女性生殖器相关案件之處理，这类案件当时从未被成功起诉。
2013年，在吉米·萨维尔性虐待丑闻之后，他宣布改进性虐待调查的处理方式。
他于2013年11月离职，并获得了一份免税的养老金。12月28日，他对BBC新闻说，他相当享受闲暇时光并正在考虑多种选择。
於2014年，在國際法院的克羅地亞-塞爾維亞種族屠殺案中，施紀賢作為律師團隊的一員，代表克羅地亞一方出庭。

## 早期的政治生涯

### 國會議員
他于2014年12月成为工党霍尔本和圣潘克拉斯选区的准候选人，这是一个穩得議席，2015年当选。文立彬辞职后，许多活动家敦促他参加2015年英國工黨黨魁選舉，但他以缺乏政治经验为由拒绝。在党魁竞选期间，斯塔默支持安迪·伯纳姆。

### 影子脱欧大臣
科尔宾在2016年英國工黨黨魁選舉中获胜后，斯塔默昇任脱欧影子国务大臣。上任后，他辞去了人权律师事务所密许康德雷亚（Mishcon de Reya）的顾问职位。
作为影子大臣，斯塔默呼吁公开英國脫歐计划。2016年12月6日，首相特蕾莎·梅公布脱欧计划，一些人认为这是斯塔默的胜利。他认为政府将需要迅速通过大量新法律，否则将面临“不可持续的法律真空”。

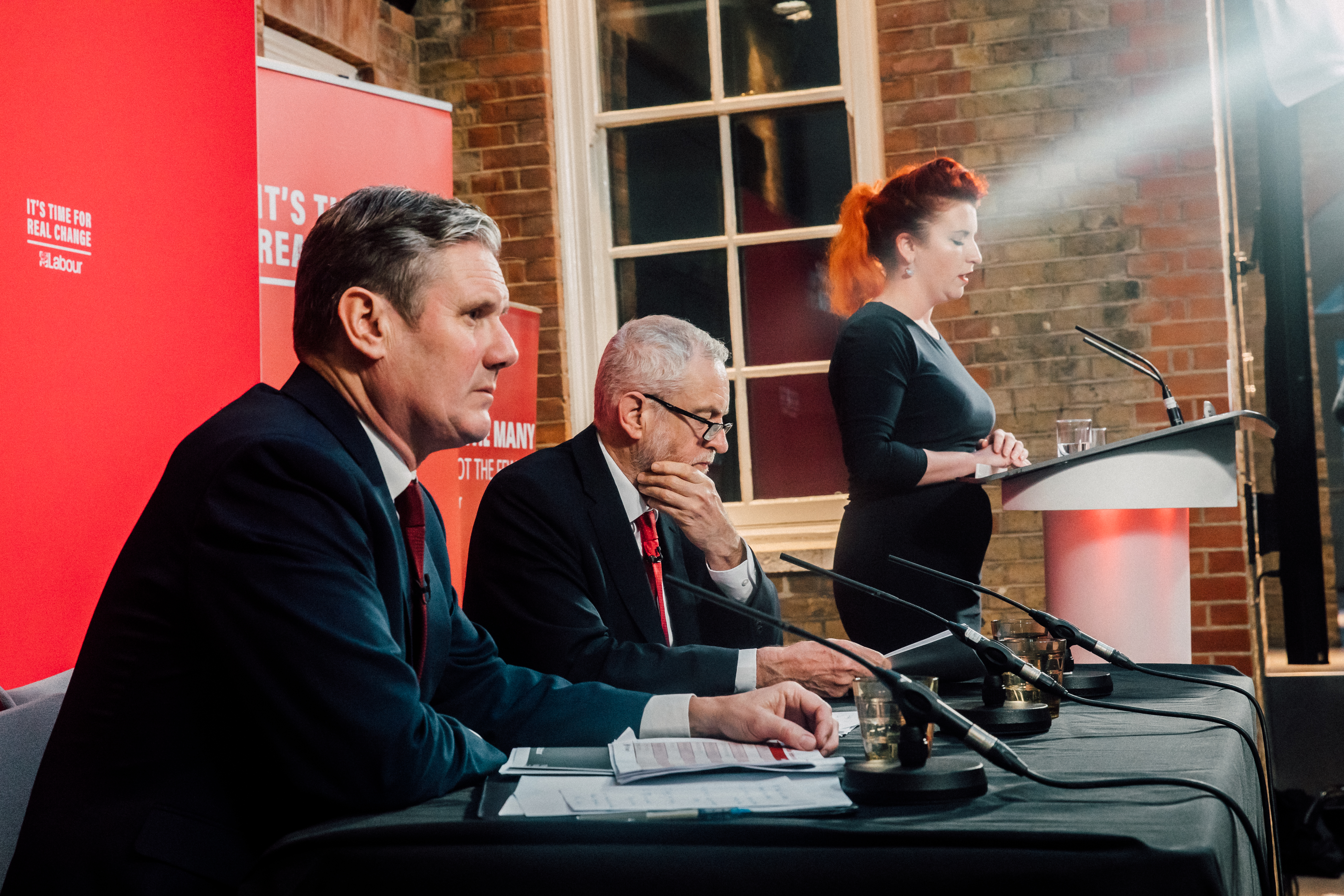
斯塔默于2019年12月与杰里米·科尔宾讨论工党的脱欧政策

2017年1月，斯塔默呼吁在英国退欧后对欧盟自由流动规则进行改革，支持减少移民。他支持举行第二次脱欧公投，該立场也作为工党政策纳入该党2019年英國大選宣言。

## 反對黨領袖生涯

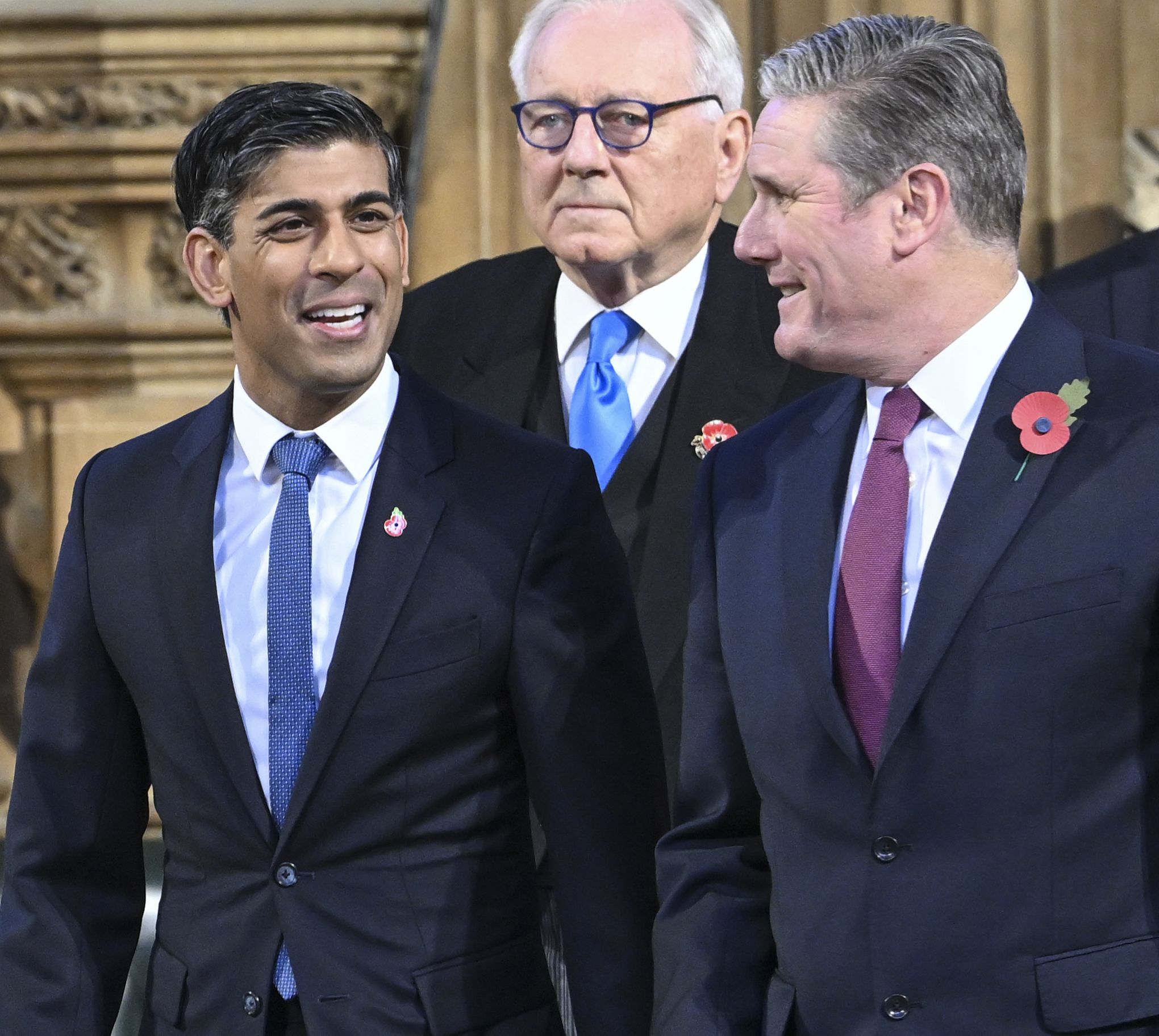
時任反對黨領袖的施凱爾和首相里希·蘇納克，攝於2023年11月7日

继工党在2019年大选中失利后，科尔宾宣布他将辞去工党党魁。斯塔默在2020年1月4日宣布参选，並在4月4日的選舉获选，在英國COVID-19大流行期间成为反對黨領袖。

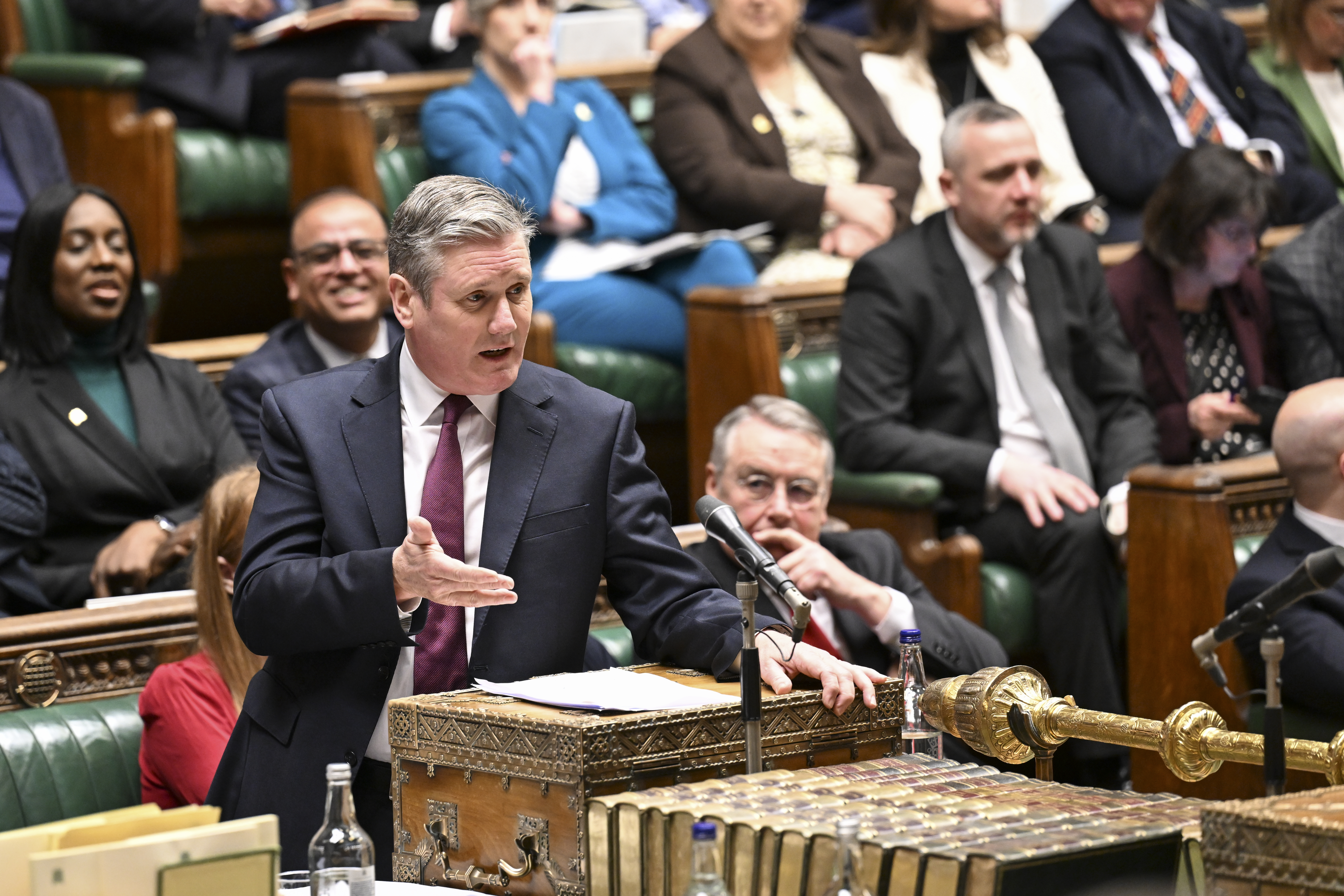
2024年2月7日斯塔默在首相答問環節中发言

他在就职演说中表示自己将「跳出黨派政治」，并将「为了国家利益」与約翰遜政府合作。 后来，在「派對門」丑闻发生后，斯塔默就政府對疫情的回應提出了更多批评。 2022年7月，英國發生政府危机，约翰逊內閣的多名大臣先後辭職，人数创下历史新高，斯塔默称鉴于首相約翰遜領導下的內閣大臣大规模辞职，他不應該再继续留任，因此提出对约翰逊政府的不信任投票。 此外，擔任反對黨領袖期間，斯塔默还針對莉兹·特拉斯、里希·苏纳克先後領導下的保守黨政府發生的許多政治、經濟危機及社會民生問題提出批評，例如卓慧思政府2022年迷你预算案导致的金融動盪及后续政府危机、居高不下的通貨膨脹、NHS罷工以及其他勞資糾紛問題。

## 首相生涯

### 2024年大選

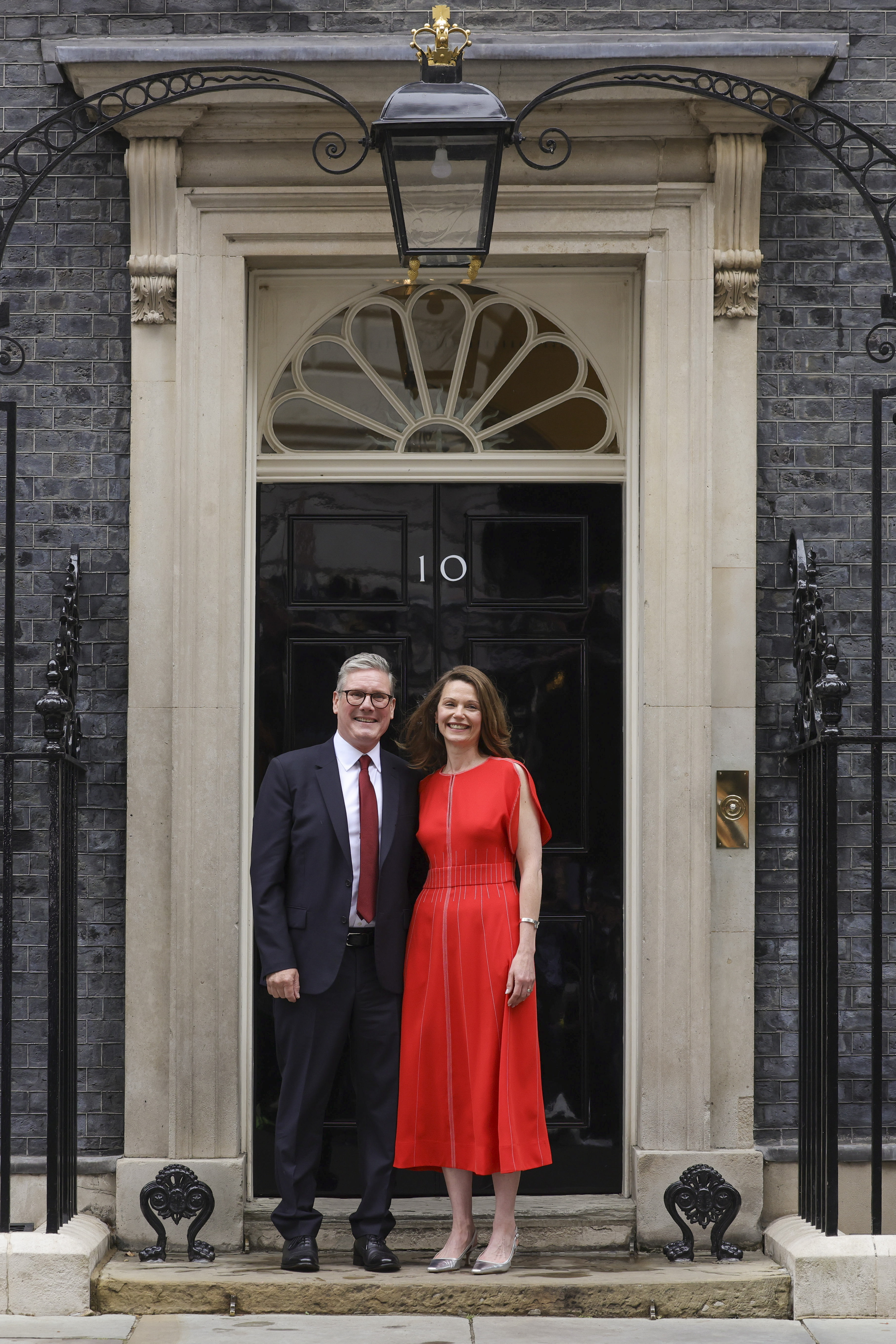
施凱爾獲國王查爾斯三世任命後偕夫人抵達唐寧街10號首相官邸

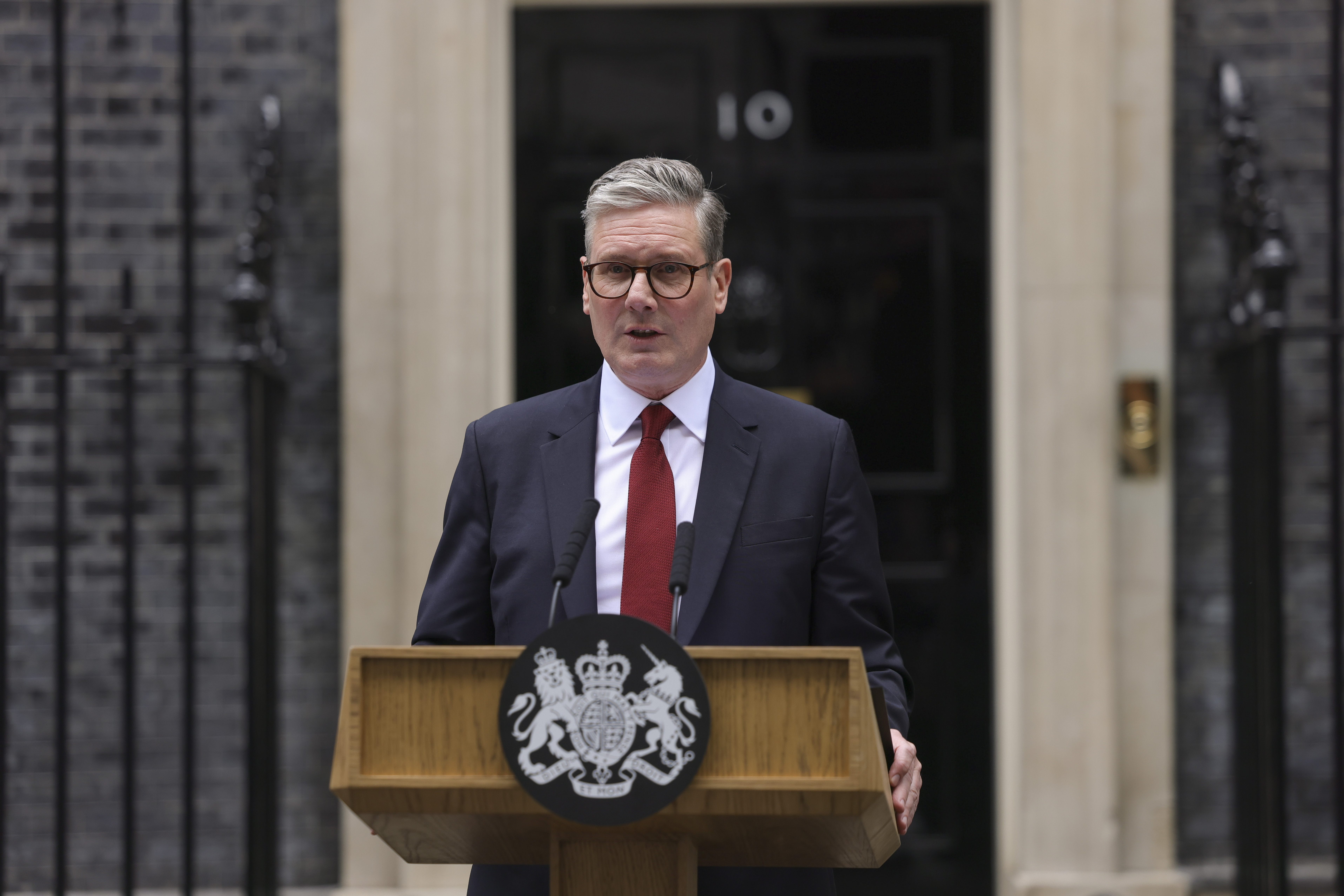
2024年7月5日，施凱爾担任首相后在唐寧街10號首次讲话

2024年5月，時任英國首相里希·苏纳克宣布解散國會，並在7月4日時舉行選舉。由於其領導的保守黨民調遠遠落後由施凱爾領導的工黨，施凱爾被認為是下一任首相的熱門人選。在選舉中，工黨大勝，施凱爾確定成為下任首相。並在選後隔天正式獲英王查爾斯三世任命。

### 籌組政府
作為下議院多數黨黨魁，斯塔默于2024年7月5日被查爾斯三世任命为首相，成为戈登·布朗之后的首位工党首相，也是繼托尼·布莱尔之后首位在大选中获胜的工党首相。他乘车从白金汉宫前往唐宁街，在那里受到了一群支持者的欢迎，并发表了他作为首相的首次演讲。斯塔默向苏纳克表示敬意，称 「任何人都不应低估他作为我国首位亚裔英国首相所取得的成就」，他还肯定了 「他在领导期间所付出的奉献和努力」，但他對支持變革的工黨選民補充説明：
“你们赋予了我们明确的使命，我们将以此来实现变革。恢复政治的服务和尊重，结束喧闹的表演时代，更轻松地对待你们的生活，并团结我们的国家。四个国家再次站在一起，像我们过去经常做的那样，共同面对不安全世界的挑战。致力于平静而耐心的重建。因此，我怀着敬意和谦卑之心，邀请大家加入这个服务型政府，共同完成国家复兴的使命。我们的工作刻不容缓，从今天开始。”
其他世界领导人包括美國總統乔·拜登、加拿大總理贾斯汀·特鲁多、中國國務院總理李強、以及前工党首相托尼·布莱尔和戈登·布朗，都在斯塔默被任命为首相后向他表示了祝贺。他就任首相后的第一件事就是宣布撤銷卢旺达庇护计划，内政大臣伊薇特·库珀也开始着手建立边境安全司令部，以打击为非法移民穿越英吉利海峡提供便利的走私团伙。

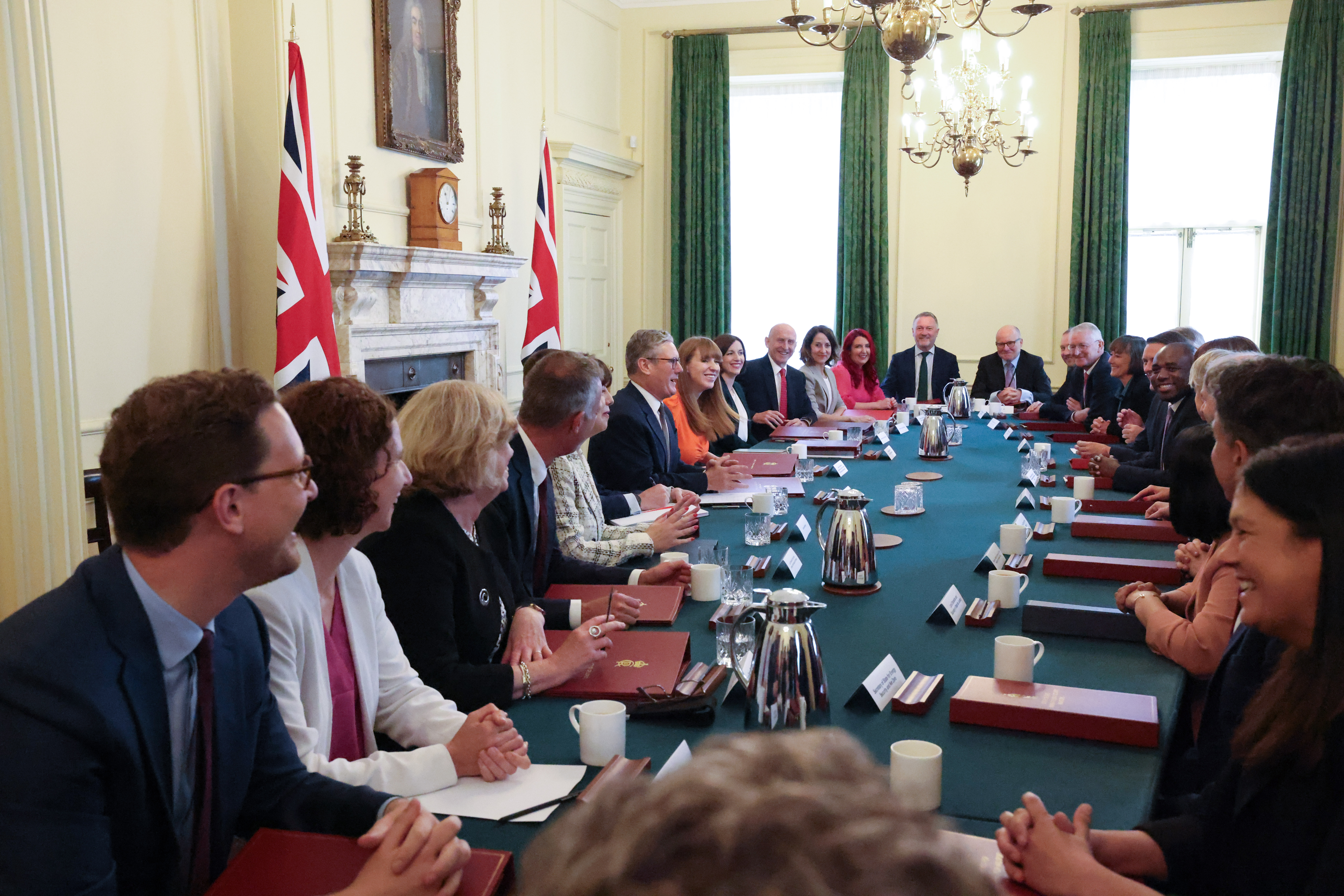
斯塔默内阁召开首次会议（2024年7月6日）

斯塔默在被任命为首相后开始组建内阁，于7月5日至7日完成组阁。新内阁于7月6日举行首次会议。 与此同时，新一届议会于7月9日召开首次会议。斯塔默内阁因较高的女性阁员比率而为人瞩目，一半阁员由女性担任，且内阁的五个最高职位中有三人为女性。其中，蕾切尔·里夫斯成为英国历史上第一位女财相，安杰拉·雷纳则担任副首相。

### 內政

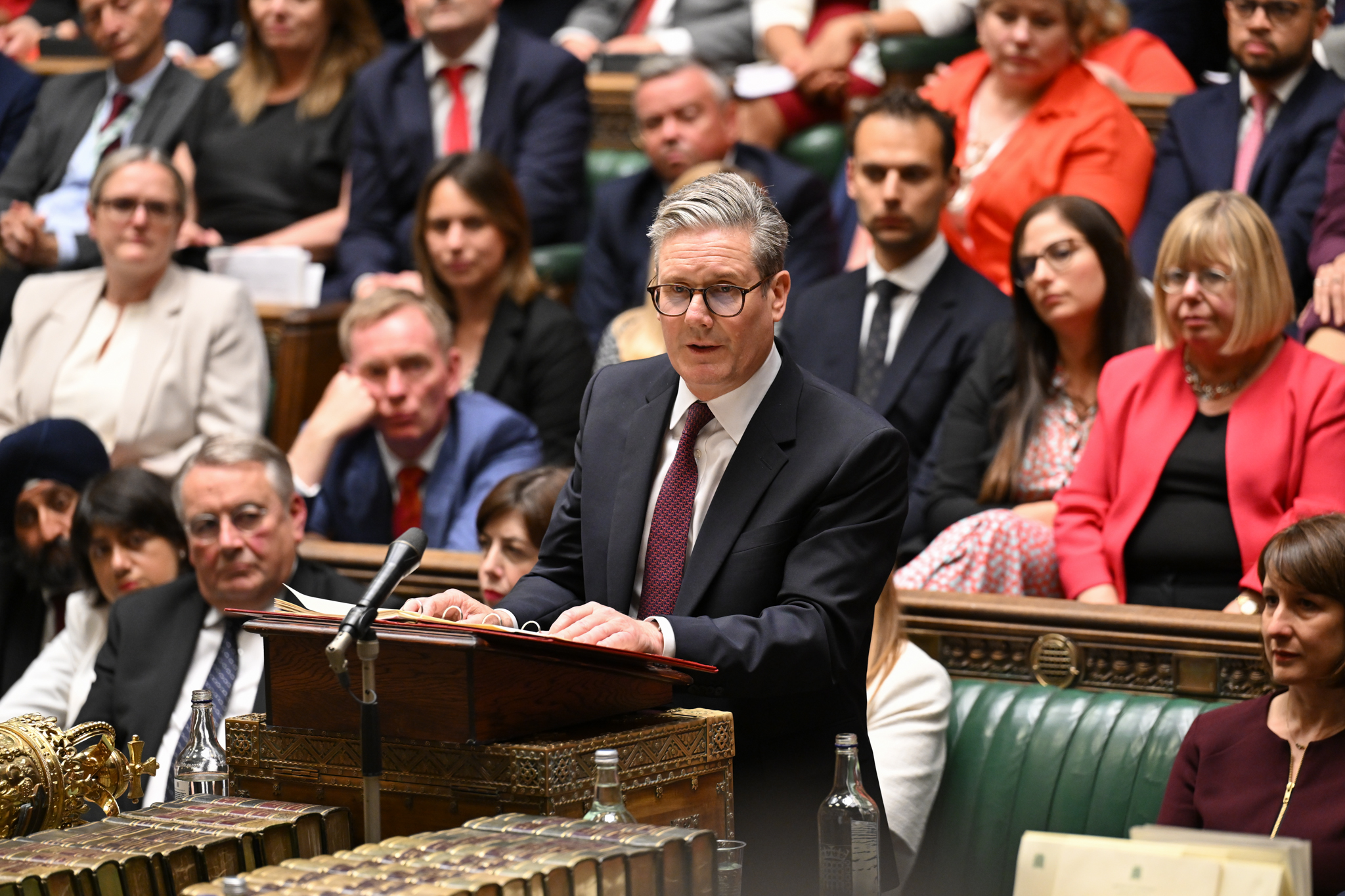
施凱爾於2024年7月17日的首相答問環節发言。

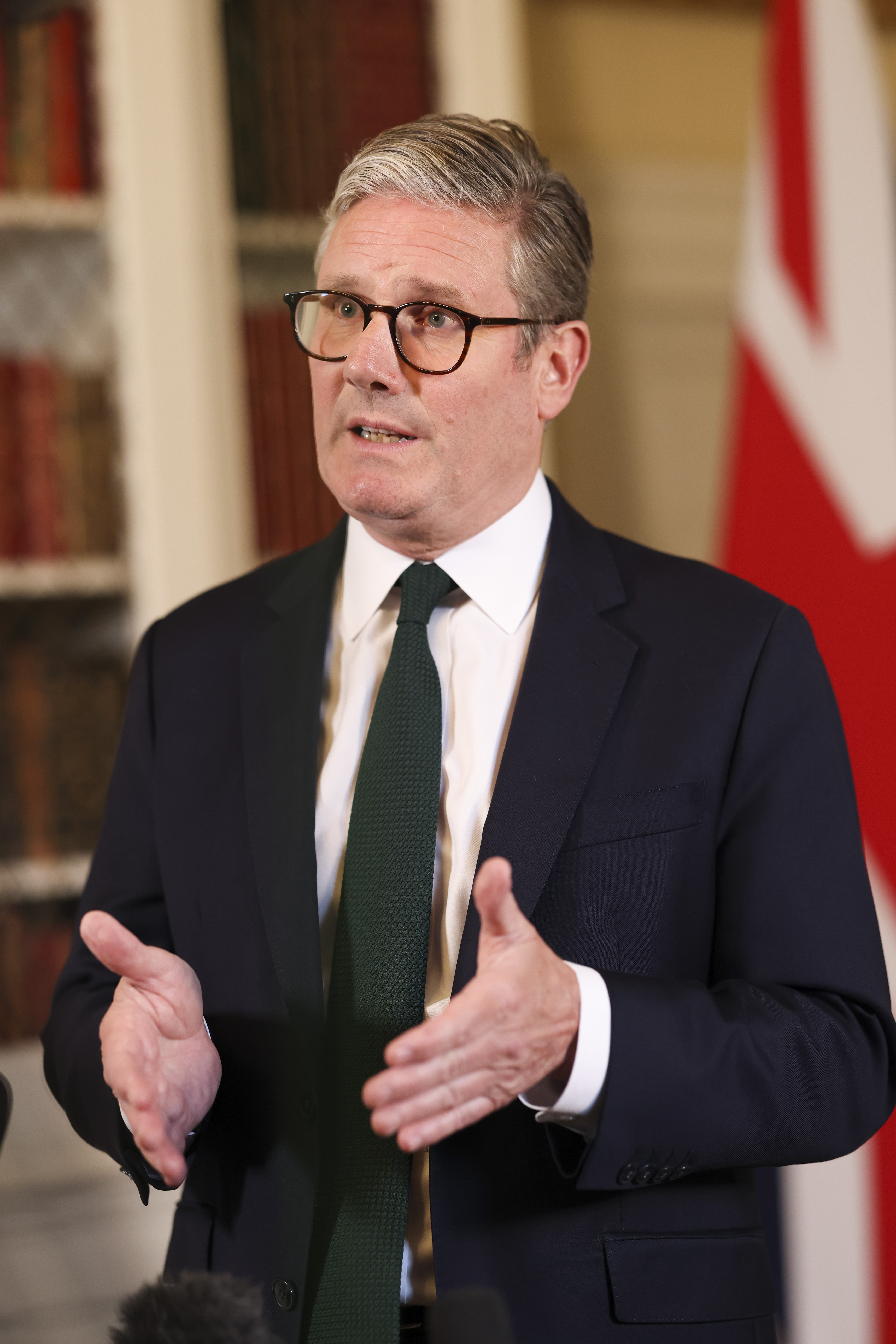
2024年8月6日，斯塔默在稍早就全国暴力骚乱事件举行內閣事務部簡報室會議后向媒体發言。

内政方面，斯塔默表示他将主要关注经济增长、改革规划系统、基础设施建设、能源、医疗保健、教育、儿童保育及加强工人权利。相关内容在工党的2024年大选竞选宣言中均有所提及。其上任后第一件事就是取消备受争议的卢旺达庇护计划，他声称该计划已 「寿终正寝」("dead and buried")。 内政大臣顧綺慧成立了邊境保安指揮部，以打击为英吉利海峡偷渡客提供便利的走私团伙。
2024年國會開幕大典的御座致辞概述了工党的施政大纲，当中提及了将在未来几个月内推出的39项立法，涉及铁路国有化、地方交通服务公有化、加强工人权利、解决非法移民问题、上议院改革，以及一项旨在加快提供「高质量基础设施」和住房的计划。此外，上届保守党政府提出的一些法案也被纳入其中，如《烟草和电子烟法案》。 斯塔默认为，通过提供更好的本土技能培训和教育，可以降低对外来移民的依赖，因此于2024年7月22日成立英格蘭技能署。

#### 財政
斯塔默以财政原因为由，拒绝撤銷甘民樂與紀理歷聯合內閣于2013年推出的福利上限政策。 2024年7月23日，苏格兰民族党下议院领袖斯蒂芬·弗林提出要求取消福利上限的修正案。该修正案随后以363票对103票遭否决。七名工党國會議員因投赞成票被停止党籍六个月。
斯塔默还成立了儿童贫困问题工作组。政府各部门的专业官员将共同研究如何为四百多万贫困儿童提供最好的支持。
施紀賢內閣推行福利改革，以「不可持續的福利狀況」為由，提案削減殘障人士相關福利，這將會使病情較輕的殘疾人更難申請個人獨立補助金（Personal Independence Payment; Pip）。政府表示到2030年每年可節省50億英鎊的開支。此舉引發大批工黨議員“造反”，包括120名工黨議員在內的130多名議員簽署了一項修正案，希望阻撓政府立法。

#### 治安
在2024年南港持刀袭击事件发生后，斯塔默表示这是一件骇人听闻、令人震惊的事件，并对急救人员的迅速反应表示感谢。 這一事件隨後引發全国各地持续发生骚乱。8月1日，在与高级警官会面后，斯塔默宣布建立一个全國性計劃，以加強警察部队在处理暴力骚乱时的合作。8月4日，斯塔默發表講話，他表示自己不會迴避稱呼此次騷亂事件為「極右翼暴行」，並表示骚乱者「将受到法律的严厉制裁」，并警告「无论是直接参与，还是在网上煽动这种行动，然后自己逃跑，你们都会后悔的」。 斯塔默随后紧急召开內閣事務部簡報室商討應對策略。 會後，他下令组建一支類似「常备军」的特別職務警隊以应对持续不断的极右翼骚乱。这是根据40年前實施的雷德利计划（Ridley Plan）授予的特殊紧急权力。

### “赠品门”
2024年9月，中间偏右的《泰晤士报》和天空新闻台揭露，斯塔默和其他工党内阁成員长期接受赞助者的大量赠品。自2019年12月以来，斯塔默收受了价值共107,145英镑的礼物、福利及招待，包括一件价值1.2万英镑的工作服、价值2万英镑的不明住宿费、多副名贵眼镜，及一连串足球赛事、流行巨星演唱会的门票等，因而备受批评。 这些赠品多来自工党的最大赞助者之一——印度裔富豪瓦希德·阿里勋爵。斯塔默没有报备自己妻子收到了价值约为5000英镑的服饰，因此被指控违反议会规则。斯塔默对此坚称没有违反相关规定，但表示将偿还自担任首相以来收到的价值6000多英镑的礼物和招待费，并承诺将制定规则加强对议员收受捐赠的监管。

## 私人生活
他于2007年与维多利亚·亚历山大（Victoria Alexander）结婚，妻子以前是一名律师，后进入NHS职业健康部门工作。维多利亚·亚历山大信仰犹太教，两人育有一子一女。斯塔默表示他自己不相信上帝。 
他是一名业余足球运动员，曾效力于北伦敦的业余球队Homerton Academicals。他是英超球队的粉丝。
他是一名素食主义者，相信“吃素对自己和环境都更好”。

## 獎項和榮譽
2002年，斯塔默被任命為英國皇家御用大律師（QC）。 2005年，他因在烏干達、肯亞、馬拉威和加勒比海地區挑戰死刑的为公众利益工作中的傑出貢獻，獲得了律師理事會頒發的悉尼-埃蘭-戈德史密斯獎（Sydney Elland Goldsmith Award） 。 他也是牛津大學聖艾德蒙學堂榮譽院士。
在2014年的新年榮譽中，斯塔默因「對法律和刑事司法的貢獻」受頒巴斯勳章 (KCB)。他於2017年7月19日宣誓成為英國樞密院成員。這使他能夠被稱為 "非常尊敬的" (The Right Honourable)。
| 日期           | 學校         | 學位             |
| -------------- | ------------ | ---------------- |
| 2011年7月21日  | 艾塞克斯大學 | 大學博士 (D.U.)  |
| 2012年7月16日  | 利茲大學     | 法學博士 (LL.D.) |
| 2013年11月19日 | 東倫敦大學   | 榮譽博士         |
| 2013年12月19日 | 倫敦政經學院 | 法學博士 (LL.D.) |
| 2014年7月14日  | 雷丁大學     | 法學博士 (LL.D.) |
| 2014年11月18日 | 伍斯特大學   | 榮譽博士         |